# Jan Arnošt Emanuel Josef z Harrachu
Jan Arnošt Emanuel Josef z Harrachu (německy Johann Ernst Emanuel Joseph von Harrach, 9. dubna 1705, Vídeň – 17. prosince 1739, Řím) byl český šlechtic z rodu Harrachů a římskokatolický duchovní. V letech 1737 až 1739 působil jako nitranský biskup.

## Život

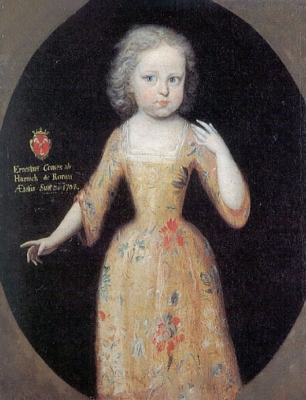
Jan Arnošt Emanuel Josef z Harrachu jako dítě

Narodil se 9. dubna 1705 ve Vídni jako Jan Arnošt Emanuel Josef z Harrachu, sedmé dítě Aloise Tomáše Raimunda z Harrachu a jeho druhé manželky Anny Cecílie z Tannhausenu.
Dne 5. dubna 1733 byl vysvěcen na kněze. Poté působil jako staroboleslavský probošt. Zastával úřad tajného rady císaře Karla VI. a také post zplnomocněného ministra u Svatého stolce.
Dne 30. září 1737 byl vybrán za nového biskupa nitranské diecéze a 6. října téhož roku byl vysvěcen na biskupa.
Biskup Jan Arnošt Emanuel Josef hrabě z Harrachu zemřel 17. prosince 1739 v Římě. Pochován byl v římském kostele Santa Maria dell'Anima.